# Saliunca
Saliunca är ett släkte av fjärilar. Saliunca ingår i familjen bastardsvärmare.

## Dottertaxa tillSaliunca, i alfabetisk ordning[1]
- Saliunca aenescens
- Saliunca aitcha
- Saliunca analoga
- Saliunca anhyalina
- Saliunca aurifrons
- Saliunca chalconota
- Saliunca cyanea
- Saliunca cyanothorax
- Saliunca ealaensis
- Saliunca egeria
- Saliunca flavifrons
- Saliunca flavifrontis
- Saliunca fulviceps
- Saliunca ignicincta
- Saliunca kamilila
- Saliunca latipennis
- Saliunca meruana
- Saliunca metacyanea
- Saliunca mimetica
- Saliunca nkolentangensis
- Saliunca orphnina
- Saliunca pallida
- Saliunca rubriventris
- Saliunca rufidorsis
- Saliunca sapphirina
- Saliunca solora
- Saliunca styx
- Saliunca tessmanni
- Saliunca thoracica
- Saliunca triguttata
- Saliunca ugandana
- Saliunca ventralis
- Saliunca vidua